# Tòfol Sastre Bibiloni
Tòfol Sastre Bibiloni   (Muro, 31 de gener de 1963) és un pintor i escultor mallorquí, la carrera del qual s'emmarca en l'àmbit de l'art contemporani, fusionant l'essència de la natura i la percepció humana des d'una visió avantguardista. Les seves obres formen part d'importants col·leccions i museus, com ara la Col·lecció Testimoni de la Caixa i Col·lecció Banc d'Espanya, el Museu d'Art Contemporani de Mallorca a Sa Pobla, la Caja Rural de Madrid, el fons d'art contemporani del Govern balear i la Col·lecció Robert Motherwell als Estats Units. Juntament amb Miquel Barceló i María Carbonero, és un dels artistes locals balears destacats en el panorama internacional.

## Biografia
Va començar a pintar el 1981, i des de llavors ha experimentat amb diversos estils i tècniques, des del blanc i negre fins a una paleta més colorida, inspirada en la naturalesa, oferint una combinació de figurativisme i abstracció. El seu procés creatiu és visceral i purament intuïtiu, sense esbossos ni dibuixos previs, endinsant-se directament en el llenç en blanc i deixant que les emocions i la passió guiïn el seu treball artístic.
El 2008, va participar en la primera edició de l'exposició BotArt a Mallorca, així com Crespí i Alemany, Jim Bird, Ñaco Fabré i Mercedes Laguens, entre d'altres. El 2012 va presentar a la galeria Via2 d'Eivissa l'exposició Pareidòlies, amb pintures de mig i gran format i una escultura representant un cap en bronze. El 2017 va fer una intervenció artística a la plaça de bous de Muro, coneguda com la Monumental. Inspirat en un mandala, va convertir la plaça en un coliseu pictòric amb una imatge efímera i en moviment. El seu objectiu era crear un espai ideal per al correfoc dels dimonis durant les festes de Sant Joan. Aquesta obra va ser la quarta incursió de l'artista a la plaça, i va comptar amb la col·laboració dels Dimonions de sa Pedrera. El 2021, el centre de creació EiMa de Maria de la Salut va acollir-lo com a artista resident, acompanyat de la ballarina Úrsula Urgelés per a un projecte de fusió entre el moviment i el fang.
Una altra exposició destacada va ser El temps pinta (2023), a la capella del Centre Cultural La Misericòrdia. La mostra va incloure sis peces de gran format, que van revelar una evolució en el seu estil. També ha col·laborat com a il·lustrador dels poemaris Interiors invertebrats d'Antoni Gost i Cremen les paraules de Lluís Maicas.